# Outeiro da Cabeça
Outeiro da Cabeça ist ein Ort und eine ehemalige Gemeinde im mittleren Portugal.

## Geschichte
Bis 1880 war der Ort vermutlich unbesiedelt oder ohne Bedeutung, dann siedelten sich hier Menschen an, insbesondere Arbeiter und ihre Familien, im Zusammenhang mit den Bauarbeiten zur Eisenbahnlinie Linha do Oeste (1887 eröffnet). Der Bahnhof wurde hier insbesondere für den bedeutenden Warenfluss von und nach Lourinhã eröffnet, so dass der Halt zunächst die Bezeichnung Lourinhã-Outeiro erhielt (heute nur Outeiro). Der Anschluss an das Bahnnetz förderte danach die wirtschaftliche Entwicklung, insbesondere die Ton-Keramik-Industrie der Region.
1984 wurde Outeiro da Cabeça zu einer eigenständigen Gemeinde, durch Ausgliederung aus der Gemeinde Maxial.
Im Zuge der Gemeindereform 2013 wurde die Gemeinde Outeiro da Cabeça aufgelöst und mit Campelos zu einer neuen Gemeinde zusammengeschlossen.

## Verwaltung
Outeiro da Cabeça war Sitz einer gleichnamigen Gemeinde (Freguesia) im Kreis (Concelho) von Torres Vedras im Distrikt Lissabon. Die Gemeinde hatte 850 Einwohner (Stand 30. Juni 2011).
Folgende Ortschaften und Plätze gehörten zur Gemeinde:
| - Casal Africano - Casal da Carvalha - Casal das Passadeiras - Casal do Bailarico - Casal do Poço Redondo - Casal do Sol - Casal dos Casalões - Casal Marcelino | - Casal Vale das Cruzes - Casal Vale de Enxames - Olho Polido - Outeiro da Cabeça - Pedras Negras - Quinta da Bela Vista - Quinta da Bogalheira - Quinta da Murcela |

Mit der Gebietsreform im September 2013 wurden die Gemeinden Outeiro da Cabeça und Campelos zur neuen Gemeinde União das Freguesias de Campelos e Outeiro da Cabeça zusammengeschlossen.